# Aleksandr Neklessa
Aleksandr  Ivánovich Neklessa (nacido el 25 de abril de 1949 en Moscú) es un politólogo y economista ruso. Presidente de la Comisión de Problemas Sociales y Culturales de la Globalización, miembro de la Mesa del Consejo Científico "Historia de la Cultura Mundial" del Presidium de la Academia de Ciencias de Rusia (ACR), Jefe del Grupo Norte-Sur (también conocido como Laboratorio Norte-Sur) del Centro de Civilización y Estudios Regionales (Departamento de Problemas Globales y Relaciones Internacionales de la ACR). Director de "INTELROS - Rusia Intelectual".
En 1972 se graduó del Instituto Estatal de Relaciones Internacionales de Moscú, del Ministerio de Asuntos Exteriores de la URSS; en 1978, curso de posgrado a tiempo completo en el Instituto de Estudios Africanos de la Academia de Ciencias de la URSS; en 1997, Curso Superior de Análisis Estratégico (Instituto de Estudios Estratégicos, El Cairo). Miembro activo de los departamentos rusos de la Federación Mundial de Estudios sobre el Futuro (WFSF) y de la Liga Internacional de Gestión Estratégica, Evaluación y Contabilidad (ILSMAA), así como de la Asamblea Académica Filosófica y Económica de la Universidad Estatal Lomonósov de Moscú. Miembro del Consejo Editorial Internacional (de Rusia) de la revista "Philosophical alternatives" de la Academia Búlgara de Ciencias, Consejo de Expertos de la revista "Economic Strategies" del Instituto de las Estrategias Económicas de la ACR. Director del Seminario "Nexus" (Intelros - Comisión de Problemas Sociales y Culturales de la Globalización, ACR). Miembro del Consejo de la Escuela de Comunicación Eficaz "Repnoe".
Anteriormente, dirigió el Laboratorio Sinérgico de la ACP "CINLA" (ACMI), dirigió el centro intersectorial "Geoeconomía", trabajó como especialista jefe del Ministerio de Relaciones Económicas Exteriores de la Federación Rusa, subdirector del Instituto Nacional de Desarrollo del Departamento de Economía de la Academia Rusa de Ciencias, subdirector general del Instituto de Estrategias Económicas del Departamento de Ciencias Sociales de la Academia Rusa de Ciencias, director del Servicio de Análisis Estratégico de la APAM "MIG", experto-consultor de la Dirección de Planificación Estratégica del el complejo militar-industrial de la APAM, director científico del Departamento de Desarrollo Estratégico de la GAO VVC, y fue miembro del Comité de Desarrollo Estratégico del Consejo de Administración de la "GAO VVC".
Fue experto del Centro de Estudios Estratégicos del Distrito Federal del Volga; miembro del grupo de trabajo de investigación sobre gestión de crisis en Asia Central del Consorcio de Academias Militares e Institutos de Estudios de Seguridad (en el marco del programa Asociación para la Paz); de consejos de expertos en política exterior (dependientes del Comité de Asuntos Internacionales de la Duma Estatal de la Asamblea Federal de la Federación Rusa) y en política de innovación y desarrollo del capital humano humano (dependientes del Consejo de la Federación de la Asamblea Federal de la Federación Rusa); del grupo analítico del Consejo de Defensa de la Federación Rusa.
Dirigió el club intelectual de Moscú "Plaza Roja", el seminario teórico "Comunidad Global" (Consejo Científico "Historia de la Cultura Mundial" del Presidium de la Academia de Ciencias de Rusia), el seminario interdisciplinar "ΣYNEPGIA" (Centro de Análisis de Problemas y Proyección de la Administración Pública de la ONU de la ACR). Presentó el programa analítico de autor "El futuro" / FINAM FM (diploma de la Academia Internacional de Estudios del Futuro, 2009; ganador del Premio de toda Rusia en el ámbito de las cuestiones sociopolíticas "Vlast № 4"/nominación "El mejor texto sobre el futuro", 2011). Autor de unas 700 publicaciones sobre ciencia política, economía e historia. Director científico/autor de los proyectos CINLA/Transformación Global (1984-1989), CASCAD (1987), ECOLAR (1988), GEOKON (1991-1996), COMUNIDAD GLOBAL (1997-2003), SOFIA (2003-2012), KAMELOT (2004), KP (2005-2006), SINERGIA (2007-2010), VVC-2/PARK Rusia (2009-2010), IDENTIDAD RUSA (2010-2012), LIK/Paideia (2010-2014), MUNDO HÍBRIDO (2015), CONSTRUCCIÓN DEL FUTURO (2016-2017), BATALLA POR EL FUTURO (2018-2020), POSTCOLONIALIDAD (2021-2023), INTELROS (2003-presente).
Principales áreas de investigación: sistemas internacionales de gestión y tendencias globales de desarrollo (geoeconomía-geocultura-geoantropología); metodología de análisis, previsión y gestión en situaciones de incertidumbre; filosofía de la historia (el fenómeno del "futuro").

## Biografía
En 1972 se graduó del Instituto Estatal de Relaciones Internacionales de Moscú, del Ministerio de Asuntos Exteriores de la URSS.
En 1978, estudió el postgrado a tiempo completo en el Instituto de Estudios Africanos de la Academia de Ciencias de la URSS y el Curso Superior de Análisis Estratégico (Instituto de Estudios Estratégicos, El Cairo).
Ese mismo año inició su actividad científica en el Instituto de Estudios Africanos de la Academia de Ciencias de la URSS.
Desde 1988 dirigió el Laboratorio Sinérgico de la ACP "CINLA".
Desde 1993 - es el especialista principal del Ministerio de Relaciones Económicas Exteriores de Rusia, miembro del grupo operativo para la elaboración del concepto y la estrategia para el desarrollo de las relaciones económicas exteriores de Rusia y los criterios para garantizar su seguridad económica exterior.
Desde 1995 - experto, luego director del Servicio de Análisis Estratégico del APAM "MIG".
Desde 1997, dirige el seminario teórico de Moscú "Comunidad global: cambio de paradigmas sociales y culturales".
En 1998 - Miembro del Consejo de Expertos Independientes para el Análisis Estratégico de los Problemas de Política Exterior e Interior del Consejo de la Federación de la Asamblea Federal de la Federación Rusa.
Desde 1998 - Director adjunto del Instituto Nacional de Desarrollo, Departamento de Economía de la ACR, Jefe del Laboratorio de Análisis Geoeconómico y Problemas de Desarrollo Social del Instituto de Estudios Africanos de la ACR, Jefe del Centro Interdisciplinario "Geoeconomía".
Desde 1999 - Director adjunto del Instituto de Estrategias Económicas del Departamento de Relaciones Internacionales de la ACR.
Desde 1999 - miembro activo de la Asamblea Académica de Filosofía y Economía de la Universidad Estatal Lomonósov de Moscú, miembro del Consejo Científico "Historia de la Cultura Mundial" en el Presidium de la ACR (1999).
Desde 2000 - Jefe del Departamento de Geoeconomía de la Academia de Problemas Geopolíticos.
En 2000, fue miembro del Consejo de Política Exterior del Comité de Asuntos Exteriores de la Duma Estatal de la Asamblea Federal; miembro del grupo operativo de investigación sobre gestión de crisis en Asia Central, del Consorcio de academias militares e institutos de estudios de seguridad (en el marco del programa "Asociación para la Paz") del Centro Marshall.
Desde 2000, es profesor de la Academia de Problemas Geopolíticos.
Sus principales áreas de investigación son los sistemas de gobernanza internacional y las tendencias del desarrollo global, incluido el concepto de proceso histórico como cambio coherente de las formas de autoorganización de la sociedad, la investigación geoeconómica y la modelización estructural de los procesos socioeconómicos, el sistema de relaciones internacionales posterior a Westfalia como sistema jerárquico y dinámico de gobernanza global, los problemas de neoarquización de la sociedad en el continente africano y otros.

## Familia
- Su hija es la artista contemporánea y poeta Elizaveta Neklessa.

## Publicaciones
libros
- Геоэкономическая формула мироустройства. Мировой порядок — время перемен. Сборник статей. Под ред. А. И. Соловьева, О. В. Гаман-Голутвиной. / Российская ассоциация политической науки. М.: Аспект Пресс. 2019
- Цивилизационные альтернативы Постсовременности // Политическая наука перед вызовами глобального и регионального развития (отв. ред. О. В. Гаман-Голутвина). — Российская политическая наука: истоки и перспективы (под общ. ред. О. В. Гаман-Голутвиной). Т. 1. М.: Аспект Пресс, 2015
- Российско-африканские экономические связи в глобальном контексте: проблемы и тенденции. М., 1995
- Пентамино: Россия и новый метарегиональный контекст. М., 1995
- Перспективы глобального развития и место Африки в Новом мире. М., 1995
- Ответ России на вызов времени: стратегия технологической конверсии. М., 1997
- Конец эпохи Большого Модерна. М., 1999
- Глобальное сообщество: новая система координат. М., 2000 (ред.);
- Неопознанная культура. М., 2001 (ред.)
- Глобальное сообщество: Изменение социальной и культурной парадигм. М., 2002
- Люди воздуха, или кто строит мир? // «Институт экономических стратегий», 2005
- Христианская цивилизация: система основных ценностей: мировой опыт и российская ситуация; Научный эксперт, 2007

artículos
- Цивилизационный транзит. Методологические и прогностические аспекты (анализ — прогноз — управление). Экономическая наука современной России. 2020. № 4 (91)
- Афразийская зона нестабильности и проблемы российского стратегического планирования. Восток (Oriens). Афро-азиатские общества: история и современность. 2020. № 2
- Проблема глобального развития и место Африки в Новом мире // Мировая экономика и международные отношения. 1995. № 8
- Геометрия экономики // Мировая экономика и международные отношения. 1996. № 10
- Африканская перестройка // Азия и Африка сегодня. М.: Наука, 1997. № 6
- Эпилог истории // Восток. 1998. № 5
- Конец цивилизации или Конфликт истории // Мировая экономика и международные отношения. 1999. № 3
- Реквием XX веку // Мировая экономика и международные отношения. 2000. № 12
- Осмысление Нового мира // Восток. 2000. № 4
- Трансмутация истории // Вопросы философии. М., 2001
- А lа carte // Полис. 2001. № 3
- Вступление в постсовременный мир III тысячелетия // Восток. 2001. № 4
- Россия в системе геоэкономических координат XXI в. // Путь В XXI век: Стратегические проблемы и перспективы российской экономики. М., 1999
- Рах Oeconomicana // Экономическая теория на пороге XXI века — 3. М.: 2000
- Система геоэкономического мироустройства как глобальный проект // Экономическая теория на пороге XXI века — 5. М., 2001
- Конец эпохи Большого Модерна // Постиндустриальный мир и Россия. М.: 2001
- Ordo quadro: пришествие постсовременного мира // Мегатренды мирового развития. М., 2001
- Проект «Глобализация» // Мировая периферия в условиях глобализации. М.: 2002
- Управляемый хаос: новый цивилизационный контекст // Связь времен. М.: 2002
- Мир индиго. Эпоха постмодерна и новый цивилизационный контекст: материалы к заседанию 27 марта 2008 г. Контуры эпохи Постмодерна: новый цивилизац. контекст. Россия в Новом мире. Центр проблем. анализа, 2008
- Другая Европа // «Независимая газета», 2009, 10 апреля